# Saint-Martin-Labouval
 Saint-Martin-Labouval  (en occitano, Sant Martin Laboval) es una población y comuna francesa, situada en la región de Mediodía-Pirineos, departamento de Lot, en el distrito de Cahors y cantón de Limogne-en-Quercy.

## Demografía
| 293 | 234 | 186 | 205 | 170 | 179 | 176 |
| Para los censos de 1962 a 1999 la población legal corresponde a la población sin duplicidades (Fuente: INSEE [Consultar]) |     |     |     |     |     |     |